# Fuegotrophon amettei
Fuegotrophon amettei is een slakkensoort uit de familie van de Muricidae. De wetenschappelijke naam van de soort is voor het eerst geldig gepubliceerd in 1946 door Carcelles.